# Downsview Airport
Downsview Airport (engelska: Toronto/Downsview Airport) är en flygplats i Kanada.   Den ligger i provinsen Ontario, i den sydöstra delen av landet, 400 km sydväst om huvudstaden Ottawa. Downsview Airport ligger 194 meter över havet.
Terrängen runt Downsview Airport är huvudsakligen platt. Downsview Airport ligger uppe på en höjd. Runt Downsview Airport är det mycket tätbefolkat, med 7 216 invånare per kvadratkilometer.. Närmaste större samhälle är Toronto, 6,2 km sydost om Downsview Airport. 
Runt Downsview Airport är det i huvudsak tätbebyggt.